# Victory Point System
Victory Point System - technika będąca ewolucją mechaniki z serii gier Świat mroku, gdzie testy umiejętności wykonuje się kostką dwudziestościenną (k20). W celu przeprowadzenia testu sumuje się poziom cechy głównej oraz poziom umiejętności, uzyskana liczba jest maksymalną liczbą potrzebną do zdania testu (wyjątek stanowią liczby 19 - porażka i 20 - wyjątkowa porażka) np. suma cechy i umiejętności - 8 test będzie zdany gdy gracz wyrzuci na kostce k20 1-8, suma cechy i umiejętności 20 test będzie zdany gdy gracz wyrzuci 1-18 na kostce k20. Victory Point System dopuszcza dodatkowo jakość zdanego testu poprzez punkty zwycięstwa (1 na 3 wyrzucone oczka kostki zaokrąglając w dół), im więcej punktów zwycięstwa tym lepsze wykonanie testu. Ponadto jeżeli gracz wyrzuci na kostce liczbę równą maksymalnej liczbie dla zdania testu, liczba punktów zwycięstwa podwaja się (tzw. test krytyczny, pot. krytyk). 
Do zadawania obrażeń w tym systemie służą kostki sześcienne (k6) tzw. kostki efektu, przy czym sukces jest dla liczb 1-4, porażka dla 5 i 6. Liczba kostek, jaką będzie się rzucać określa rodzaj broni plus dodatkowe kostki równe liczbie punktów zwycięstwa testu.